# Xã Richland Center, Quận Slope, Bắc Dakota
Xã Richland Center (tiếng Anh: Richland Center Township) là một xã thuộc quận Slope, tiểu bang Bắc Dakota, Hoa Kỳ. Năm 2010, dân số của xã này là 5 người.